# Лейдисмит
 Тази статия е за града в Република Южна Африка.  За града в Канада вижте Лейдисмит (Канада).  
Лейдисмит (на английски: Ladysmith) е град в източната част на Република Южна Африка, провинция Квазулу-Натал. Разположен е на река Клип, на 230 km северозападно от Дърбан. Населението му е 64 855 души (2011 г.).